# Pitirim

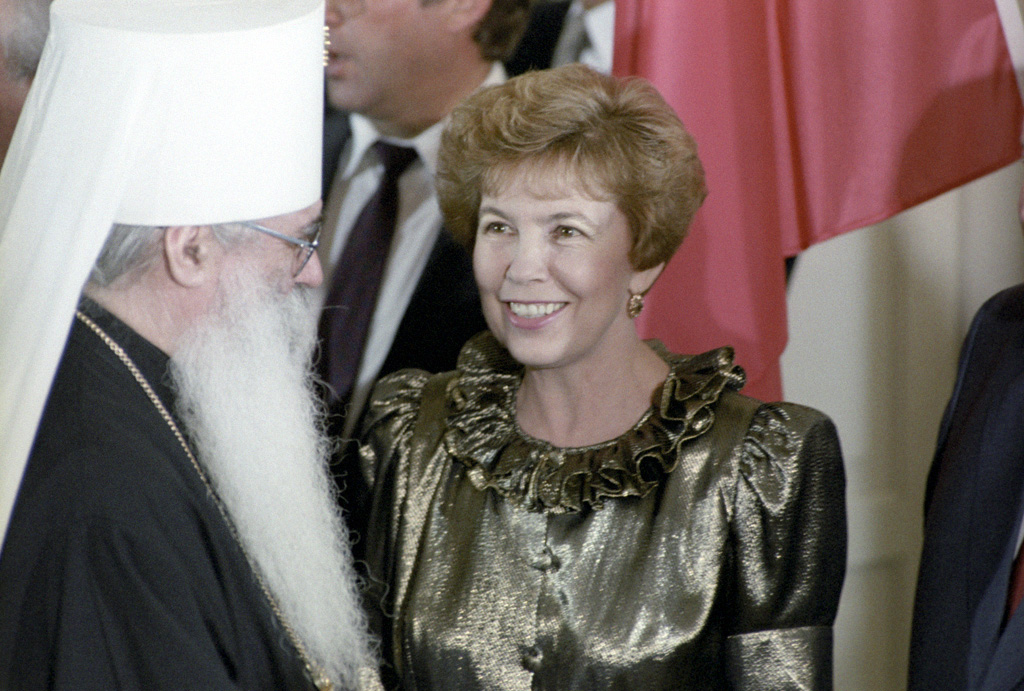
Metropolit Pitrim (links) mit Raissa Gorbatschowa (1989)

Pitirim von Wolokolamsk und Jurjew, geboren als Konstantin Wladimirowitsch Netschajew (* 8. Januar 1926 in Koslow; † 4. November 2003 in Moskau) war ein sowjetischer, russisch-orthodoxer Priester, Erzbischof und Metropolit der Russisch-Orthodoxen Kirche.

## Leben
Konstantin Wladimirowitsch Netschajew war das jüngste von elf Kindern. Sein Vater war ein Priester in den Anfangsjahren der Herrschaft der Bolschewiki. Konstantin war unter den Kindern das einzige, das den Bildungsweg zum Kleriker einschlug. Die anderen Geschwister ergriffen Berufe wie Ingenieur oder Architekt. Nach dem Ende des Zweiten Weltkrieges begann er seine theologische Ausbildung. Damit eröffnete sich ihm die begründete Aussicht, eine der vielen offnen Priesterstellen der Kirche nach den Stalinschen Säuberungen zu erhalten. Unter Patriarch Alexei wurde er 1945 Subdiakon. 1947 studierte er am Moskauer Theologischen Seminar. 1951 besuchte er als erster Absolvent die Moskauer Geistliche Akademie, wo er seine Doktorarbeit über den neutestamentlichen Simeon einreichte. 1952 wurde er zum Diakon geweiht, und 1956 empfing er die Priesterweihe. Danach trat er in eines der wenigen wieder eröffneten Klöster ein, empfing die Tonsur und erhielt den Ordensnamen Pitirim in Erinnerung an den Heiligen Pitirim von Tambow. 1959 wurde er zum Inspektor der theologischen Schulen Moskaus bestimmt. Am Moskauer Seminar und an der Akademie lehrte er drei Jahrzehnte die Geschichte der abendländischen Symbole. Seit 1957 lehrte er das Fach Neues Testament.
Im Mai 1963 wurde Pitirim zum Bischof von Wolokolamsk geweiht und Vikar der Moskauer Diözese. 1971 wurde er Erzbischof. 1986 wurde er zum Metropoliten von Wolokolamsk und Jurjew ernannt.
1962 wurde er beauftragt mit der Herausgabe des Journal des Moskauer Patriarchen, und 1963 wurde Pitirim Leiter des Amts für Veröffentlichungen des Patriarchats. Mehrere Jahre fungierte er auch als Herausgeber der Bogoslowskije Trudy („Die theologischen Werke“). Als Leiter des Verlages der russischen Kirche wurde er heftig dafür kritisiert, dass unter seiner Ägide in mehr als drei Jahrzehnten nur ein paar tausend Bibeln und einige theologische Bücher erschienen sind. Während der Tausend-Jahr-Feiern im Jahr 1988 zum Gedenken an die Christianisierung der Rus konnte die Kirche ihre Ansichten offener zum Ausdruck bringen, und so musste Metropolit Pitirim offene Kritik für seinen Mangel an verlegerischer Tätigkeit einstecken. Danach nahm sein Einfluss auf die Veröffentlichungen mehr und mehr ab, auch wenn er noch bis Dezember 1994 seine Stellung zu erhalten suchte. Pitirim galt als Mann, der die sowjetischen politischen Ziele unterstützte. Er hat mehrfach die Haltung der Kirche zu den individuellen Menschenrechten kritisiert. Seine Kritik schloss auch ein die Position des Märtyrer-Patriarchen Tichon und Andrei Sacharow für ihre Opposition gegen den Sozialismus und die Schürung von Konflikten mit dem sowjetischen Staat. Das KGB hatte ihn unter dem Decknamen Abbat (russisch für „Abt“) registriert.
In den späten 1980er Jahren wurde Pitirim zu einem der drei leitenden Bischöfe ernannt, die im Kongress der Volksdeputierten die Position der Kirche zu vertreten hatten. Während der Januarereignisse in Litauen 1991 und bei den gleichzeitigen Unabhängigkeitskämpfen in Riga unterstützte er die sowjetische Armee. Dem Putschversuch des reformfeindlichen Volksdeputiertenkongresses gegen Jelzin galt seine Sympathie.
Nachdem 1989 das verwüstete Iossif-Wolozki-Kloster in Wolokolamsk an die Kirche zurückgegeben wurde, organisierte Pitirim ein Programm zu seiner Instandsetzung, so dass es seinen früheren Glanz zurückerhielt.
Pitirim gehörte zu den Teilnehmern der I., II. und VI. Allchristlichen Friedensversammlung (ACFV), die die Christliche Friedenskonferenz (CFK) in Prag durchführte.

## Veröffentlichungen
- Tysjačeletie počitanija presvjatoj bogorodicy na Rusi i v Germanii, Mjunchen : Šnell' und Štajner, 1990
- Tausend Jahre Marienverehrung in Russland und Bayern, München : Schnell u. Steiner, 1988
- Tausend Jahre heiliges Russland, Freiburg im Breisgau : Herder-Taschenbuch-Verl., 1988, Orig.-Ausg.
- Die russische orthodoxe Kirche, Berlin : de Gruyter - Evang. Verl.-Werk, 1988
- Tausend Jahre heiliges Russland, Freiburg im Breisgau : Herder-Taschenbuch-Verl., 1987, Orig.-Ausg.
- Pitirim von Wolokolamsk, Tutzing : Evang. Akad., 1987, 2. Aufl.
- Die Orthodoxe Kirche in Russland, Zürich : Orell Füssli, 1982
- Das Millennium der Taufe Russlands im Kontext der ökumenischen Zusammenarbeit zwischen Ost und West für Entspannung, Tutzing : [Evang. Akad.], 1986
- Pitirim von Wolokolamsk, Tutzing : Evang. Akad., 1986
- Mayer, Fred / Pitirim, Erzbischof von Volokolamsk: Die orthodoxe Kirche in Rußland, (ISBN 3-280-01227-9 / 3-280-01227-9)
- Die Russische orthodoxe Kirche; Hrsg. von Metropolit Pitirim von Volokolamsk und Jurjev; Langues : Anglais, Allemand; Sujets : eglise orthodoxe. russie.-1977 / russie. religion. eglise orthodoxe.-1917 / eglise orthodoxe. u.r.s.s.1917-1988 / u.r.s.s. religion. eglise orthodoxe.1917-1988, W. de Gruyter ; Berlin, ISBN 3-11-011399-6
- Die russische orthodoxe Kirche, Berlin - New York: De Gruyter – Evangelisches Verlagswerk GmbH 1988